# Gregory Hoblit
Gregory Hoblit est un producteur et réalisateur américain, né le 27 novembre 1944 à Abilene au Texas (États-Unis).

## Biographie
Il est connu pour avoir produit et réalisé certains épisodes des séries Capitaine Furillo, La Loi de Los Angeles et New York Police Blues.
Hoblit a aussi réalisé plusieurs films (comme Peur primale avec Richard Gere & Edward Norton ou La Faille avec Anthony Hopkins & Ryan Gosling), avec une prédilection pour le thriller et ses nombreux sous-genres.

## Filmographie
Sauf indication contraire, les informations mentionnées dans cette section peuvent être confirmées par la base de données cinématographiques IMDb,  présente dans la section « Liens externes ».

### Acteur
- 1981-1985 : Capitaine Furillo (Hill Street Blues) : Police lineup / Policier qui parle avec Garibaldi (saison 1, épisode 14 et saison 5, épisode 23)

### Producteur

#### Cinéma
- 1974 : Goodnight Jackie de Jerry London
- 2000 : Fréquence interdite (Frequency) de lui-même
- 2002 : Mission Évasion (Hart's War) de lui-même

#### Télévision

##### Séries télévisées
- 1978 : Loose Change (mini-série)
- 1979 : Paris (en) (saison 1, épisode 1)
- 1981-1985 : Capitaine Furillo (Hill Street Blues) (100 épisodes)
- 1983 : Bay City Blues (en) (saison 1, épisode 1)
- 1986-1988 : La Loi de Los Angeles (L.A. Law) (36 épisodes)
- 1990 : Cop Rock (6 épisodes)
- 1993-1995 : New York Police Blues (NYPD Blue) (37 épisodes)

##### Téléfilms
- 1978 : Docteur Strange de Philip DeGuere Jr
- 1979 : Vampire de E. W. Swackhamer
- 1981 : Every Stray Dog and Kid de James Burrows
- 1989 : Roe vs. Wade (en) de lui-même
- 2004 : NYPD 2069 de lui-même

### Réalisateur

#### Cinéma
- 1996 : Peur primale (Primal Fear)
- 1998 : Le Témoin du mal (Fallen)
- 2000 : Fréquence interdite (Frequency)
- 2002 : Mission Évasion (Hart's War)
- 2007 : La Faille (Fracture)
- 2008 : Intraçable (Untraceable)

#### Télévision

##### Séries télévisées
- 1983 : Bay City Blues (en) (saison 1, épisode 1)
- 1981-1985 : Capitaine Furillo (Hill Street Blues) (14 épisodes)
- 1986-1987 : : La Loi de Los Angeles (saison 1, épisode 1 et 2 et saison 2, épisode 2)
- 1987 : Flic à tout faire (en) (Hooperman) (saison 1, épisode 1 et 2)
- 1990 : Equal Justice (en) (saison 1, épisode 8)
- 1990 : Cop Rock (saison 1, épisode 1 et 2)
- 1991 : Guerres privées (Civil Wars) (saison 1, épisode 1 et 3)
- 1993-1994 : New York Police Blues (NYPD Blue) (9 épisodes)
- 2013 : Monday Mornings (saison 1, épisode 5)
- 2014 : The Americans (saison 2, épisode 11)
- 2015 : The Strain (saison 2, épisode 1 coréalisé avec Guillermo del Toro)

##### Téléfilms
- 1989 : Roe vs. Wade (en)
- 1993 : Class of '61
- 2004 : NYPD 2069
- 2009 : Solving Charlie

### Scénariste
- 1978 : What Really Happened to the Class of '65? (en) (saison 1, épisode 9)
- 1981 : Capitaine Furillo (Hill Street Blues) (saison 1, épisode 11)